# يحيى محمد
يحي محمد (ولد بتونس العاصمة في 29 أوت 1931) كتب المقال والقصة القصيرة والرواية والمسرحية، وله دراسات وأبحاث في التاريخ والأدب.

## سيرته
تعلم بالكتاب، ثم انتسب سنة 1948 إلى طلبة جامع الزيتونة، أحرز شهادة التحصيل في العلوم سنة 1955. اشتغل بعد التخرج معلما بالمدارس الابتدائية، ثم التحق بوزارة الشباب والرياضة ثم بوزارة العدل، وأخيرا وزارة الثقافة في نهاية السبعينات. عين سنة 1984 مندوبا جهويا للثقافة بولاية تونس وعضو اتحاد الكتاب التونسيين ونادي القصة منذ تأسيسهما.

## الإصدارات
- نداء الفجر ـ مجموعة قصصية ـ الدار التونسية للنشر 1969
- حوار في الظل ـ مجموعة قصصية دار الكتب الشرقية 1973
- أحاديث النسيان ـ رواية ـ منشورات قصص 1977
- نوافذ السرداب ـ رواية 1978
- زمن الغياب ـ مجموعة قصصية 1984
- زاد الوفاء ـ مجموعة مقالات 1985
- في الدرب المسرحي ـ مقالات ، 1988
- نفق الطوفان ـ رواية 1990
- أولاد الحومة ـ رواية 1994
- زمن الحظ ـ مجموعة قصصية 1996
- غربال العولة ـ رواية ،2002
- عشق الملاذ ـ مجموعة قصصية 2003
- أربعون شمعة في نادي القصة بالاشتراك
- ومضات أدبية
- يوميات مستشار بلدي
- مواسم خرساءـ رواية 2007